# Nekopara
Nekopara (яп. ネコぱら Нэкопара, сокр. от Neko Paradise — Cats Paradise, «Кошачий рай») — серия японских визуальных новелл, разработанных додзин-кружком NEKO WORKs и изданных в Steam компанией Sekai Project. Состоит из четырёх основных новелл, трёх фанатских дисков и четырёх спин-оффов.
Первая игра в серии, Nekopara Vol. 1, была выпущена в декабре 2014 года. История повествует о молодом кондитере Касё Минадзуки и его младшей сестре Сигурэ, в семье которых живут шестеро сестёр-нэко: Чокола, Ванилла, Адзуки, Коконат, Мейпл и Синнамон. Основные события развиваются в кондитерской Касё и охватывают его рабочую и повседневную жизнь.
На основе игр были созданы несколько адаптаций. Студия FelixFilm выпустила два аниме-фильма в формате OVA: Nekopara OVA по мотивам Nekopara Vol.1 в декабре 2017 года и Nekopara OVA Extra: The Kitten’s First Promise в июле 2018 года одновременно с одноимённой новеллой. Первая OVA стала одной из самых прибыльных в Steam в декабре 2017 года.
С января по март 2020 года выходил аниме-сериал той же студии. Аниме лицензировано в США, Канаде, Великобритании, Ирландии, Австралии, Новой Зеландии, Мексике, Бразилии, Чили, Перу и Колумбии компанией Funimation. Манга-адаптация от издательства ASCII Media Works выходила с мая 2018 года по январь 2019 года.

## Сюжет и сеттинг
В недалёком будущем вместе с человечеством сосуществуют нэко (яп. ネコ нэко) — геномодифицированные с помощью искусственного интеллекта разумные гибриды людей и домашних кошек, интегрированные в общество людей. Несмотря на то, что по психосоматическим показателям они ближе к кошкам, чем к людям, большинство людей воспринимают их как равных и заботятся о них как о своих компаньонах. Однако без должного ухода имеются случаи одичания нэко, по тем или иным причинам долгое время живших без хозяев и устраивавших беспорядки. Поэтому нэко должны сдать специальный экзамен, по итогам которого будет ясно, смогут ли они, сдерживая свои кошачьи инстинкты, полноценно жить в обществе. В качестве свидетельства получения самостоятельности нэко получает колокольчик и с этого момента получает право на свободное перемещения без хозяина, получение работы и другие возможности. Хотя нэко и люди имеют общие физиологические и психологические черты, они представляют собой генетически несовместимые виды. Тем не менее, нэко часто становятся полноценными спутниками жизни для людей.
История основной серии начинается, когда один молодой и талантливый кондитер отправляется воплощать свою мечту, а за ним следом отправляются две, а затем и остальные нэко из его семьи с младшей сестрой в придачу.

### Vol.1
Молодой кондитер Касё Минадзуки переезжает из родительского дома в другой город, чтобы открыть собственную кондитерскую «La Soleil» и начать своё дело. Распаковывая только что привезённые вещи, он обнаруживает в коробках двух нэко из его семьи, Чоколу и Ваниллу. Касё стойко пытается отправить их обратно, но девочки убеждают его позволить им остаться с ним и помогать. В итоге парень открывает «Patisserie La Soleil» вместе с кошечками и берёт их на работу. По ходу истории Чокола и Ванилла сдают экзамен на право носить колокольчики, чтобы тем самым получить независимость и официальное разрешение на работу, и ещё сильнее сближаются с хозяином. Также Касё навещает его младшая сестра Сигурэ и четверо остальных нэко семьи Минадзуки.

### Vol.0
Предыстория, рассказывающая об одном дне из жизни Сигурэ и шести нэко в доме Минадзуки.

### Vol.2
Сигурэ и остальные нэко семьи Минадзуки — Адзуки, Мейпл, Синнамон и Коконат — начинают работать в «La Soleil». Таким образом, «Patisserie La Soleil» превращается в заведение с нэко-горничными, со временем приобретает огромную популярность в городе и становится известным среди посетителей как «Кошачий рай». Однако у Адзуки и Коконат вечно возникают разногласия между собой, поскольку они изо всех сил пытаются найти своё место в «La Soleil».

### Vol.3
«La Soleil» продолжает набирать популярность. С каждым днём посетителей становится всё больше, а некоторые фанаты приезжают из других городов, чтобы лично познакомится с нэко-горничными и попробовать десерты Касё. Синнамон и Мейпл же пытаются осуществить их детскую мечту. Вдобавок к этому, по ходу истории появляется знакомая Касё, которая попросит помочь с организацией праздника.

#### Extra
Действие происходит за полгода до открытия «La Soleil». Новые котята семьи Минадзуки, Чокола и Ванилла, пытаются приспособиться к жизни в доме Минадзуки.

### Vol.4
Несмотря на популярность «La Soleil», отец Касё по-прежнему не одобряет его выбор. Видя беспокойство брата по этому поводу, Сигурэ предлагает развеяться и отправиться на горячие источники. Адзуки и Коконат поощряют решимость хозяина противостоять упрямому отцу, в то время как Мейпл и Синнамон предлагают слетать во Францию и посоветоваться с учительницей Касё, обучившей его ремеслу кондитера. Сигурэ тайно увязывается вслед за братом, чтобы поддержать его. Касё предстоит пережить, возможно, важнейшее испытание в своей жизни, а также встретить кого-то нового.

### After
Продолжение истории о нэко из «La Soleil». Признав талант Минадзуки Касё в управлении кондитерской, Бенье почувствовала, что её роль окончена. Поэтому она закрыла La Soleil во Франции и доверила ему Фрейз, нэко, которую она вырастила. Фрейз испытывает симпатию к Касё, но она в замешательстве перед лицом его 6-ти нэко-компаньонов. Она обращается за советом к Сигурэ, но и она таит в себе скрытую любовь к брату. Фрейз считает, что отношения между братьями и сестрами — это самое важное, в то время как Сигурэ считает, что счастье её нэко важнее всего. Замотивированные желанием убедиться, какая сторона сможет удовлетворить свою любовь к Касё, Фрейз и Сигурэ вступают в борьбу между собой!

### Catboys Paradise
Спин-офф основной серии. В наследство от покойного дедушки молодая девушка получила его дом и кофейню. Охотно взяв на себя ответственность продолжить дело предшественника, девушка столкнулась с проблемой: ей не хватает опыта. Спасением для неё стала некая школа, предложившая взять своих учеников ей в помощники. Героиня с радостью согласилась, но её ждало неожиданное открытие: назначенные стажёры оказались не обычными молодыми людьми, а парнями с кошачьими ушами и хвостами. С этого момента начинается история о молодой хозяйке кофейни, где сотрудниками станут четверо очаровательных нэко парня.

### Sekai Connect
Касё Минадзуки по прежнему успешно управляет кондитерской «La Soleil» вместе со своими семью нэко и младшей сестрой Сигурэ. Однажды им всем приходит приглашение на NekoFes. NekoFes — крупное событие, где команды нэко и их владельцем соревнуются в популярности друг с другом. Кроме того, ходят слухи, что ИИ исполнит любое желание победителей.

## Персонажи

### NEKOPARA

#### Семья Минадзуки
Касё Минадзуки (яп. 水無月 嘉祥 Минадзуки Касё:) — протагонист Nekopara, второй хозяин кошечек Минадзуки. Молодой парень 20 лет. Является талантливым кондитером и в целом хорошим поваром. Будучи сыном известной семьи японских кондитеров, в которой свято соблюдаются традиции, Касё воспитывался со всей строгостью. Он с детства должен был учиться готовить традиционные японские сладости, чтобы перенять дело отца. Поэтому большую часть времени парень проводил на кухне, совершенствуя свои навыки. Однако в дальнейшем, Касё решает пойти своим путём и открыть свою кондитерскую. В семье за это Касё был подвергнут жёсткой критике от отца и решил уехать из дома. Переехав в другой город, парень открывает кондитерскую в западном стиле под названием «Patisserie La Soleil», на 2-м этаже которой обустраивает жилую зону. Но вскоре понимает, что поступает довольно эгоистично по отношению к своей семье, поэтому принимает помощь младшей сестры и кошечек. По ходу истории заботится и всячески помогает всем своим нэко, очень любит и дорожит ими. По окончании истории получает отцовское одобрение и стремится развиваться дальше, идя собственным путём кондитера.
За некоторое время до начала основной истории Касё вместе с Сигурэ находит у храма коробку с маленькими Чоколой и Ваниллой и забирает их к себе. Дома он взял на себя ответственность за их адаптацию к новому месту, когда им стало плохо ночью — за их лечение, а наутро отвёз котят в больницу. С тех пор между ними образовалась сильная связь. Касё пообещал, что никогда не бросит Чоколу и Ваниллу, как их предыдущие хозяева.
- Сэйю: Синносукэ Татибана[англ.] (OVA, аниме-сериал)[6][7].

Сигурэ Минадзуки (яп. 水無月 時雨 Минадзуки Сигурэ) — младшая сестра Касё, хозяйка кошечек семьи Минадзуки, которых растила и воспитывала. Помогала с открытием кондитерской и теперь подрабатывает там, совмещая с учёбой в средней школе. Имеет комплекс брата, всегда поддерживает Касё, буквально обожает его. Иногда выходит из-под контроля от перевозбуждения. У девушки большой талант к бизнесу. Ведёт блог о сёстрах-нэко и, в дальнейшем, о «La Soleil», занимается рекламой, а также сделала сайт для заказа десертов через Интернет. Чтобы соответствовать внешнему виду других работниц «La Soleil», вместе с формой носит накладные кошачьи уши и хвост. Мечтает о том, чтобы однажды «Patisserie La Soleil» её брата стала самой знаменитой кондитерской в мире. Способствовала сближению Касё и кошечек, чтобы таким образом выразить брату свою любовь. Вместе с родителями и со своими нэко живёт в семейном доме Минадзуки.
- Сэйю: Эми Сакура (в титрах ВН) / Май Нагай (в титрах OVA)[8][9]; Мао Итимити (M·A·O) (аниме-сериал)[10].

Аваюки Минадзуки (яп. 水無月 淡雪 Минадзуки Аваюки) — мать Касё и Сигурэ, жена и подруга детства Сухамы. Женщина с добрым любящим сердцем; сильно похожа на свою дочь как внешне, так и характером, но в отличие от неё, более спокойная. Сильно обрадовалась тому, что Касё вернулся домой на её день рождения. Поддерживает сына в его стремлениях.
- Сэйю: Рёко Оно / Рикка Китами (в титрах).

Сухама Минадзуки (яп. 水無月 州浜 Минадзуки Сухама) — отец Касё и Сигурэ, муж Аваюки. Упрямый, угрюмый и строгий мужчина консервативных взглядов и талантливый кондитер, мастерски справляющийся с приготовлением как японских, так и западных сладостей. Является тридцатым главой кондитерской династии Минадзуки. Считает, что Касё так и не повзрослел за годы обучения во Франции и что его сладостям «не достаёт души», так как он во всём стремится подражать Бенье. В действительности же он просто не хочет, чтобы его сын опустился до бездарного шефа и развивался дальше, найдя свой собственный путь. До сих пор помнит вкус сладостей своей матери, которую в детстве ласково называл «солнышком» (отсюда и пошло название «La Soleil»). Был очень подавлен уходом матери в детстве, но повзрослев и переняв семейное дело, понял, что она не могла поступить иначе. В силу своего характера многого не говорит и не показывает окружающим, но последний торт Касё, приготовленный на Рождество, заставил его заплакать, так как он совмещал как вкус западных тортов его матери, так и японских сладостей, готовить которые он научил сына.
- Сэйю: Дайсукэ Кагэура / No☆boru (в титрах).

Бенье Минадзуки (яп. 水無月 ベニエ Минадзуки Бэниэ, «оладьи») — наставница Касё, специализирующаяся на приготовлении западных сладостей. Является бабушкой Касё и Сигурэ по отцовской линии, а также хозяйкой Фрейз. Владеет оригинальной «Patisserie La Soleil» во Франции. Вдохновившись бабушкиным опытом, Касё решил пойти по её стопам и открыть свою кондитерскую, что не обрадовало его отца. Во время поездки в Японию познакомилась с дедушкой Касё, на тот момент двадцать девятым главой семьи Минадзуки, и влюбилась в него. В дальнейшем у них родился сын Сухама, но из-за того, что её родной брат умер, ей пришлось бросить всё и вернуться во Францию, чтобы продолжить семейное дело и разобраться с остальными проблемами. Очень сожалеет о том, что не участвовала в воспитании сына и не смогла проводить мужа в последний путь.
- Сэйю: Ако Химэкава.

Чокола Минадзуки (яп. 水無月 ショコラ Минадзуки Сёкора, имя образовано от слова «шоколад») — нэко смешанной породы, младшая сестра Адзуки, Мейпл, Синнамон, Коконат и старшая сестра-близнец Ваниллы. В начале основной истории ей 9 месяцев. Дружелюбная, весёлая и энергичная девушка. Предпочитает сначала действовать, а потом думать. Любит сладости. Не любит конфликты. Не очень хорошо читает и не умеет справляться со сложными вещами, часто ошибается, но постепенно учится. С трудом сдаёт экзамен на самостоятельность и получает посеребрённый колокольчик. Любит Касё и имеет сильное чувство привязанности к нему с детства. Однажды, когда хозяин переутомился на работе, она вместе с Ваниллой делала всё возможное, чтобы ему стало лучше. По ходу истории становится кошканьоном Касё. На втором этаже кондитерской имеет общую с Ваниллой комнату, обустроенную Сигурэ.
- Сэйю: Химари (в титрах ВН) / Маки Томонага (в титрах OVA)[11][12]; Юки Яги (аниме-сериал)[13].

Ванилла Минадзуки (яп. 水無月 バニラ Минадзуки Банира, «ваниль») — нэко смешанной породы, младшая сестра-близнец Чоколы, в начале основной истории ей 9 месяцев. В отличие от Чоколы, более сдержанная, стойкая и часто задумчивая девушка. Любит спать. Ей нравится отпускать колкие шуточки, особенно в адрес хозяина. При решении проблем делает ставку на работу головой. Любит свою сестру, старается везде быть вместе с ней. В «La Soleil» вместе с Чоколой приветствует гостей, предлагая им меню, принимает заказы, занимается доставкой на дом, уборкой и сортировкой. Сдав экзамен на самостоятельность, получает позолоченный колокольчик. Благодаря Касё имеет некоторые познания в кондитерском деле. Ревнует Касё к женщинам-клиентам, слишком симпатизирующим ему (так как считает, что у него уже есть она и Чокола), поэтому иногда называет Касё «похотливым тестомесом». С детства любит и ценит своего хозяина, всегда стремится помочь и поддержать его. По ходу истории становится кошканьоном Касё.
- Сэйю: Аму Накамура (в титрах ВН) / Юка Инокути[англ.][14][15] (в титрах OVA); Иори Саэки (аниме-сериал)[16].

Коконат Минадзуки (яп. 水無月 ココナツ Минадзуки Коконацу, «кокос», имеется в виду «кокосовое молоко») — нэко породы мейн-кун, до появления Чоколы и Ваниллы была самой младшей нэко семьи Минадзуки. В начале основной истории ей 1 год. Носит посеребрённый колокольчик. Так как она гораздо крупнее своих сестёр, любит много поесть, а также Нат хороша в переносе тяжестей. На первый взгляд, кажется зрелой и серьёзной девушкой, но на самом деле неуклюжа, имеет низкую самооценку и считает себя бесполезной. Её «зрелость» — просто маска: ей всегда хотелось казаться взрослее, чтобы не быть обузой по отношению к остальным. А её неуверенность в себе является следствием стремления выставить себя той, кем она не является. Касё посоветовал Нат прежде всего быть собой, а не только подражать другим, и помог поверить в себя. Благодаря хозяину Коконат удаётся наладить отношения с Адзуки. Сближается с Касё и влюбляется в него. По ходу истории становится его кошканьоном.
- Сэйю: Рёко Тэдзука (в титрах ВН) / Мэгуми Татэиси (в титрах OVA)[17][18]; Марин Мидзутани (аниме-сериал)[19].

Адзуки Минадзуки (яп. 水無月 アズキ Минадзуки Адзуки, «адзуки», имеется в виду «паста адзуки») — нэко породы манчкин, старшая нэко семьи Минадзуки (на начало основной истории ей 3 года), чего не скажешь по её внешнему виду. Носит позолоченный колокольчик. Имеет комплекс по поводу роста и не любит, когда её называют коротышкой. Эгоистична, остра на язык, вспыльчива, иногда доходит до грубости. Но, как старшая, она любит и заботится о своих младших сёстрах, беспокоится за них, особенно за Коконат. Всегда полная энергии, Адзуки уверена в том, что может справиться абсолютно со всем. Как старшая нэко, она хорошо справляется с управлением персоналом кафе. У Адзуки отличная память, благодаря которой у неё проявился талант к кондитерскому делу. Так как она без труда запоминает процесс приготовления десертов, хозяин берётся её обучать. В дальнейшем Адзуки начинает помогать Касё. Благодаря Касё ей удаётся поладить с Коконат и придать той уверенности в себе. Сближается с Касё и влюбляется в него. По ходу истории становится его кошканьоном.
- Сэйю: Мия Нарусэ[англ.][20][21]; Сиори Идзава (аниме-сериал)[22].

Синнамон Минадзуки (яп. 水無月 シナモン Минадзуки Синамон, «корица») — нэко породы шотландская вислоухая, третья по старшинству нэко в семье Минадзуки. В начале основной истории ей 2 года. Носит посеребрённый колокольчик. Очень заботливая, проницательная и всегда улыбчивая нэко. К другим кошечкам относится как мама, всегда стремится позаботиться о них. Тем не менее имеет замашки мазохистки и извращенки, со странной особенностью опошлить всё что угодно. В «La Soleil» в основном занимается кассой. В детстве была очень застенчивой и нерешительной девочкой: так, попав в дом семьи Минадзуки, Синнамон долгое не могла ни с кем поладить, но к счастью, Мейпл придала ей уверенности, и кошечки пообещали друг другу всегда идти рука об руку. С тех пор очень любит Мейпл и считает её своей лучшей подругой. Но, напомнив Мейпл о её детской мечте стать певицей, лишь расстраивает последнюю. Спустя время, когда Мейпл всё же начинает стараться воплотить свою мечту, Синнамон, позабыв об обещании, отстраняется от неё, считая, что будет ей только мешать. Касё же, считая этот подход неправильным, помогает им обеим уладить это недоразумение. Немного погодя хозяин покупает ей синтезатор к аккомпанементу Мейпл, и она начинает заниматься вместе с ней. Синнамон изначально была не против стать кошканьоном Касё и поддразнивала его этим. Проводя с парнем больше времени, влюбляется в него.
- Сэйю: Ую Арисака (в титрах ВН) / Таэ Окадзима[англ.] (в титрах OVA)[23][24]; Юри Ногути (аниме-сериал)[25].

Мейпл Минадзуки (яп. 水無月 メイプル Минадзуки Мэйпуру, «клён», имеется в виду «кленовый сироп») — нэко породы американский кёрл, вторая по старшинству нэко в семье Минадзуки; в начале основной истории ей 2 года. Носит позолоченный колокольчик. Гордая и напористая кошечка, при этом осторожна, любит действовать и говорить чётко. Также она довольно эгоистична, но по-своему заботлива. Любит чай Эрл Грей. Боится темноты. Чувствительна к температуре, поэтому не может есть и пить горячее. В «La Soleil» в основном занимается чаем. Несмотря на казалось бы холодное отношение к Синнамон из-за её извращённости, Мейпл очень любит её и сильно к ней привязана. С детства умеет петь и мечтала стать певицей, но решила отказаться от этого, думая, что её не воспримут всерьёз. Тем не менее благодаря Синнамон и Касё Мейпл понимает, что нужно делать то, что нравится, вкладывая в это душу и не обращая внимание на мнение других по поводу несерьёзности поющей нэко. По примеру хозяина, начинает идти к своей мечте. В итоге Касё покупает ей гитару, и Мейпл начинает заниматься. Вместе с Касё и остальными была приглашена Сатоко на вечеринку для сотрудников на корабле по поводу успешной сдачи крупного проекта. Но, узнав о просьбе Сатоко спеть там, Мейпл сильно волнуется и чуть было не отказывается от шанса выступить вместе с сестрой. Но Касё и Синнамон не позволяют Мейпл всё бросить, после её стараний. Так, набравшись уверенности, сёстры начинают усиленную подготовку к мероприятию. После долгих раздумий, чем порадовать гостей, среди которых будут и иностранцы, нэко выбирают песню «My Grandfather’s Clock». После успешного выступления вместе с Синнамон Мейпл не смогла сдержать слёз радости. Поначалу она не питала любовного интереса к Касё, аргументируя это тем, что романтика не для неё, тем более у Касё и так хватает партнёрш, однако, сближаясь с Касё, узнаёт о парне много нового и важного для себя, влюбляется в него и становится его кошканьоном.
- Сэйю: Юй Огура[26][27]; Мику Ито (аниме-сериал)[28].

Фрейз Минадзуки (яп. 水無月 フレーズ Минадзуки Фурэ:дзу, с фран. «клубника») — молодая нэко породы персидская шиншилла из Франции, принадлежавшая Бенье. Носит позолоченный колокольчик. Добра, доверчива, застенчива и не уверена в своей изобретательности. Очень добра и искренна. Она очень способна в своей работе. Поскольку Фрейз редко разговаривала с другими нэко в детстве, она выросла немного застенчивой и скромной по своей природе. После того, как Бенье закрыла свой магазин, Фрез переезжает в Японию к Касё и Сигурэ и начинает работать в кондитерской Касё.
- Сэйю: Нодзоми Ямамото / Момо Хаяма (в титрах ВН)[29].

#### Прочие персонажи
Милк (яп. ミルク Мируку, «молоко») — милая и дружелюбная нэко породы русская голубая, принадлежащая владелице киоска с такояки. Однажды Коконат спасает её от попадания под машину. Кошечки Минадзуки быстро с ней подружились. Будучи котёнком, появляется несколько раз в серии. В Nekopara Vol.4 появляется повзрослевшая Милк с позолоченным колокольчиком.
- Сэйю: Эми Сакура.

Какао (яп. カカオ, «какао-порошок») — маленькая бездомная нэко с серо-зелёными волосами, постоянно носящая на голове шапку. Появляется только в аниме-сериале; по сюжету, её случайно встречает Чокола по пути домой и забирает с собой, а после неудачной попытки семьи Минадзуки найти её хозяина кошечка остаётся жить в кондитерской. Своё имя Какао получила чуть позднее, после того как другие нэко обнаружили её любовь к шоколадному торту, который ей дал попробовать Касё.
- Сэйю: Юка Морисима[30].

Тиё (яп. ちよ) — маленькая девочка, с которой подружилась Какао. В доме её бабушки жила нэко, с которой они были очень близки, но из-за работы отца Тиё пришлось переехать. Появляется только в аниме-сериале.
- Сэйю: Каэдэ Хондо.

### Catboys Paradise
Хозяйка — главная героиня истории, хозяйка кафе «Kinuan».
Лорье (яп. ローリエ Ро:риэ) — нэко породы кхао-мани. На первый взгляд производит впечатление сонного лентяя. Однако стоит только начаться работе, как он проявляет себя как мастер своего дела, выполняя все задачи безупречно. Его обаяние и привлекательная внешность делают его любимцем у клиенток. В сущности, Лорье способен добиться всего, если постарается.
- Сэйю: Кайто Исикава[31].

Феннел (яп. フェンネル Фэннэру) — нэко породы американская бурма. Феннел всегда заботится о том, чтобы его советы были полезны для хозяйки и по поводу кафе. Он усердный перфекционист, ставящий перед собой высокие цели. Из-за его стремления к знаниям и самосовершенствованию, он сокращает свой сон, чтобы посвятить больше времени учебе. Поэтому друзья и знакомые никогда не видели его спящим.
- Сэйю: Комада Ватару[яп.][31].

Сэйдж (яп. セージ Сэ:дзи) — нэко породы бенгальский кот. Парень, который может быть резким в своих высказываниях. Однако он всегда проявляет заботу о других, как старший брат. У Сэйджа большое и доброе сердце. Он не придаёт особого значения мелочам и никогда не упускает возможности предложить свою помощь.
- Сэйю: Юитиро Умэхара[31].

Дилл (яп. ディル Диру) — трёхцветный кот. Кошкомальчик, способный завести дружбу практически с кем угодно. Он является большим поклонником моды, что объясняет его беспокойство о том, что он покупает слишком много одежды. Иногда он выбирает наряды для хозяйки или помогает ей с макияжем.
- Сэйю: Дзюнья Эноки[англ.][31].

## Разработка
| 2014 | Nekopara Vol. 1             |
| 2015 | Nekopara Vol. 0             |
| 2016 | Nekopara Vol. 2             |
| 2016 | NEKOPALIVE                  |
| 2017 | Nekopara Vol. 3             |
| 2018 | Nekopara Extra              |
| 2019 |                             |
| 2020 | Nekopara Vol. 4             |
| 2021 | Nekopara -Catboys Paradise- |
| 2022 |                             |
| 2023 |                             |
| 2024 |                             |
| 2025 | Nekopara After              |
| 2026 | Nekopara Sekai Connect      |

### Планирование и производство
Визуальные романы Nekopara основаны на серии эротических додзинси Neko Paradise японской художницы китайского происхождения Цао Лу под псевдонимом Sayori (яп. さより Саёри). Хотя Саёри знала о популярности додзинси, она чувствовала, что не сможет изобразить повседневную жизнь нэко, имея ограниченное количество страниц. Саёри подумала, что «c помощью игры мы можем не только сделать больше контента, но также добавить анимацию и звук, чтобы удовлетворить фанатов», и задумалась о превращении Neko Paradise в игру. В 2012 году, после ухода из Âge, к Саёри обратился Юкихито, сценарист из Sumire, одного из брендов Clearave Co., Ltd., производящего эроге, с предложением о попытке создания игры. Собрав додзин-кружок NEKO WORKs, Саёри и Юкихито начинают разработку в апреле 2014 года. Тогда Цао Лу находилась в декрете, а у Юкихито было свободное время для работы над игрой. По началу, разработка шла неспешно, так как для Юкихито, это было «сродни хобби с целью выпустить проект на Comiket 87 в конце 2014 года». Однако по мере продвижения разработки и определения того, как будет выглядеть готовый продукт, масштабы росли, и в результате качественных улучшений, таких как изменение игрового движка с внедрением системы E-mote, затраты на разработку также возросли. Несмотря на это, Саёри, выступавшая директором и художником проекта, была готова увеличить количество CG, чтобы минимизировать затраты.
При создании анимации для игры использовались такие инструменты, как E-mote и Adobe After Effects. В интервью изданию TechGyan Саёри упомянула, что катализатором внедрения системы E-mote стали анимации спрайтов в визуальной новелле Witch’s Garden от студии Windmill Oasis, а также положительный приём тестовой версии. Однако E-mote не могла работать сама по себе, без движка, в который можно её внедрить. В итоге пришлось разрабатывать специализированный движок специально для этой работы, что привело к большим затратам. Тем не менее была проведена работа над оптимизацией движка KiriKiri, и игра получила анимированные спрайты. В интервью японскому журналу Denfaminico Gamer Саёри, как заядлый геймер, поделилась, что причина введения скрытой функции «покачивания груди» заключается во «внесении приятных мелочей и внимании к деталям в игре».
Саёри также работала над дизайном персонажей в нескольких визуальных новеллах и эроге от других студий, рисовала арт по аниме и играм. По мнению любителей, работы Цао отличаются от других подобных работ своей прорисовкой, стилем, тонкостью и необычными образами. Из всех персонажей серии Nekopara самыми первыми были придуманы две нэко, появившиеся в додзинси Neko Paradise, выпущенной на летнем Comiket в 2008 году. В дополнении к этой додзинси близняшки Чокола и Ванилла получили свои имена, а также стало известно, что они обе работают в кондитерской. В дальнейшем эти героини станут маскотами NEKO WORKs. Помимо них, на рисунках художницы появлялись персонажи других произведений, например из Touhou, Kantai Collection, Mahou Shoujo☆Madoka Magica, Muv-Luv, Alice in Wonderland и другие. Чокола и Ванилла стали очень популярны среди персонажей автора, а после выхода Nekopara Vol.1 в 2014 году популярность стали набирать и новые оригинальные персонажи Саёри: Мейпл, Синнамон, Адзуки, Коконат и Сигурэ. В интервью TechGyan Саёри вспоминала, что в нарядах Чоколы и Ваниллы использовалось много чёрных и белых цветов, так как художница опиралась на образ готической лолиты из прошлых своих работ. Эта же цветовая гамма была использована при создании одежды работниц La Soleil, а их форма стала похожа на униформу горничных.
Когда дело дошло до создания игры, Саёри решила, что проблем не будет, если персонажи и сюжет будут отличаться от того, что было представлено в додзинси и оставила всё на усмотрение Юкихито. В интервью TechGyan Юкихито сказал, что создавал персонажей и сюжет, практически с нуля, несколько раз связываясь с Саёри, для уточнения деталей. В интервью Юкихито также заявил, что при написании сценария стремился подчеркнуть миловидность и эротичность героинь. В интервью moarea88 Саёри сказала, что при создании младшей сестры главного героя она просила Юкихито не делать Сигурэ слишком милой, так как необходимо сфокусироваться именно на нэко, а не на Сигурэ. Но она в итоге получилась «забавной сестрёнкой, но с перегибом в своей извращённости», — вспоминает Юкихито в интервью TechGyan. Актерский состав Nekopara был подобран самой Саёри. Так на роли Чоколы и Ваниллы с самого начала были выбраны Аму Накамура и Химари, сэйю для других персонажей были отобраны среди актрис, задействованных в играх, над которыми Саёри работала в прошлом.

### Выпуск
Первоначально проект не планировалось переводить на другие языки, кроме японского. Но когда в июле 2014 года появился тизер-сайт и официальный аккаунт в Twitter, издатель Sekai Project, выпустивший ранее в 2014 году визуальную новеллу Sakura Spirit (снискавшую большую популярность в Steam), предложил перевести Nekopara Vol.1 на английский и выпустить игру в магазине Valve. Саёри, в свою очередь, предложила посодействовать в выпуске перевода на китайский язык, поскольку была уверена, что в её родной стране также найдутся любители бисёдзё-игр. Издатель принял это предложение.
NEKO WORKs разместил информацию о игре в сервисе Steam Greenlight, чтобы оценить реакцию пользователей. Вскоре после размещения, новеллой заинтересовались пользователи, дав ей «зелёный свет», и было принято решение об официальном выпуске. Одновременно с этим было принято решение о выпуске игры на нескольких языках: перевод на английский язык был выполнен сотрудниками Sekai Project, а перевод на китайский — тайваньским додзин-кружком Future-digi.
Работы по переводу начались в сентябре, за три месяца до релиза, и если в оригинальном японском тексте обнаруживались ошибки, то приходилось заново переводить версии на другие языки, поэтому в NEKO WORKs занимались отладкой вплоть до самого выпуска игры.

#### Основная серия
- Nekopara Vol.1: Soleil Kaiten Shimashita! (яп. ネコぱら Vol.1 ソレイユ開店しました！ Нэкопара борю:му ван сорэю кайтэн симасита!, Nekopara Vol.1: La Soleil is now open!) — первая игра во франшизе и первая в основной серии. В ней показан маршрут Чоколы и Ваниллы. Vol.1 появилась в Steam Greenlight 11 ноября 2014 года[36], где получила «зелёный свет». All ages-версия была выпущена в Steam 29 декабря 2014 года[37][38]. Обычная версия была выпущена 30 декабря 2014 года. Nekopara Vol.1 вышла на Nintendo Switch 4 июля 2018 года[39], версия для PlayStation 4 вышла 6 ноября 2018 года[39].
- Nekopara Vol.2: Shimai Neko no Sucre (яп. ネコぱら Vol.2 姉妹ネコのシュクレ Нэкопара борю:му цу: симай нэко но сюкурэ, Nekopara Vol.2: Des soeurs filles-chat très gentilles) — третья игра во франшизе и вторая в основной серии, продолжение Vol.1. В ней показан маршрут Коконат и Адзуки. All ages[40] и обычная версии были выпущены 19 февраля 2016 года. Nekopara Vol.2 вышла на Nintendo Switch и PlayStation 4 14 февраля 2018 года[41].
- Nekopara Vol.3: Neko-tachi no Aromatize (яп. ネコぱら Vol.3 ネコたちのアロマティゼ Нэкопара борю:му сури: нэко-тати но ароматидзэ, Nekopara Vol.3: Aromatiser des filles-chats) — пятая игра во франшизе и третья в основной серии, продолжение Vol.2. В ней показан маршрут Синнамон и Мейпл. All ages[42] и обычная версии игры были выпущены 25 мая 2017 года[43]. Nekopara Vol.3 вышла на Nintendo Switch и PlayStation 4 29 июня 2019 года[44].
- Nekopara Vol.4: Neko to Patisserie no Noel (яп. ネコぱら Vol.4 ネコとパティシエのノエル Нэкопара борю:му фо: нэко то патисиэ но ноэру, Nekopara Vol.4: Noёl avec les filles-chat et Patissier) — седьмая игра во франшизе и четвёртая в основной серии, продолжение Vol.3. Была анонсирована 25 мая 2017 года[45] В июне 2019 года стало известно её название[46][47][48][49]. Выпущена 26 ноября 2020 года в Steam и 27 ноября в Японии[50]. На PS4 и Switch игра вышла 22 декабря 2020 года[51].

Номерные игры серии Nekopara, а также Nekopara After распространяются в двух версиях: «для взрослых» и «для всех возрастов». В Adult-версии присутствуют откровенные сцены. В All ages Steam-версии весь эротический контент вырезан издателем. Nekopara Vol.0 и Extra выходили с рейтингом 15+ и All ages.
В консольных версиях Vol.1; 2; 3 появились новые опенинги, была улучшена анимация, вместо откровенных сцен были добавлены новые полностью озвученные сцены и новые иллюстрации. Также в виде бонусных глав (Extra Story) в консольные версии Vol.1 была включена Nekopara Vol.0, а в Vol.2 Nekopara Extra.
18 декабря 2018 года в связи с изменением политики Valve в отношении игр для взрослых к Steam-версиям Vol.1; 2; 3 были выпущены DLC, добавляющее в игру 18+ контент.
Компания Good Smile Company объявила о выпуске серии Nekopara для мобильных устройств под управлением iOS и Android. В проекте под названием Nekopara Love Project все тома будут эпизодически выпускаться с лета 2025 года с совершенно новым составом озвучивания, обновлёнными спрайтами и иллюстрациями, изменённым и адаптированным по мобильные устройства интерфейсом и новыми музыкальными композициями.

#### Фан-диски
- Nekopara Vol.0: Minazuki Neko-tachi no Nichijou! (яп. ネコぱら Vol.0 水無月ネコたちの日常！ Нэкопара борю:му дзэро Минадзуки нэко-тати но нитидзё: !, Nekopara Vol.0: The Daily Life of the Minaduki Catgirls!) — вторая игра во франшизе. Предыстория Vol.1, а также фан-диск[англ.] к ней, вышедшая 16 августа 2015 года[57][58].
- Nekopara Extra: Koneko no Hi no Yakusoku (яп. ネコぱらExtra 仔ネコの日の約束 Нэкопара экисутора конэко но хи но якусоку, Nekopara Extra: The Kittens' First Promise) — шестая игра во франшизе. Фан-диск, вышедший вместе с одноимённой OVA. Является предысторией Vol.0. Игра вышла 27 июля 2018 года[59].
- Nekopara After: La Vraie Famille (яп. ネコぱら After ラ・ヴレ・ファミーユ Нэкопара афута ра вюрэ фами:ю) — девятая игра во франшизе, продолжение Vol.4. Однако  исходя из слов Саёри, данная глава не считается канонической для истории Nekopara, т.к. не все игроки будут довольны показом нестандартных отношений между близкими родственниками[60]. В After показан маршрут Сигурэ и Фрейз. Изначально выпуск планировался 25 мая 2025 года[61][62], но из-за задержки проверки со стороны модерации Steam релиз был перенесён сначала на 29/30 мая 2025[63][64][65], а затем ещё раз - на июнь 2025 года. В итоге игра появилась на цифровых японских сервисах и сайтах издателя в обход Steam. Версия для всех возрастов вышла 12 июня 2025 года в США, релиз обычной версии состоялся на день позже 13 июня 2025 года в Японии и США[66][67]. Релиз игры в Steam состоялся 30 июня 2025 после месячной задержки[68][69][69].

#### Спин-оффы
- NEKOPALIVE (яп. ネコぱらいぶ☆ Нэкопарайбу☆) или Nekopara Live — бесплатное музыкальное 3D-приложение с поддержкой VR, разработанное на движке Unreal Engine 4 с использованием MMD. Четвёртая игра во франшизе, вышедшая в Steam 31 мая 2016 года[70]. Представляет собой «живое» выступление Адзуки и Коконат.
- Nekopara -Catboys Paradise- (яп. ネコぱら-catboys paradise- Нэкопара-кятто бо:йдзу парадайсу-) — бесплатная визуальная новелла, спин-офф основной серии Nekopara с участием кошко-парней. Восьмая игра во франшизе. Изначально шуточный проект, анонсированный 1 апреля 2019 года, но из-за популярности концепта 31 марта 2021 года было объявлено, что Catboys Paradise будет выпущена как отомэ-игра[71]. Выход состоялся 15 июля 2021 года для Windows и мобильных устройств на iOS и Android[72].
- Nekopara: Sekai Connect (яп. ネコぱら セカイコネクト Нэкопара сэкай коннэкто) — социальная видеоигра[англ.] с элементами визуальной новеллы, симулятора свиданий и RPG, десятая игра во франшизе. Приурочена к десятилетию Nekopara и создана на основе отменённой Nekoparaiten! (яп. ネコぱらいてん！ Нэкопарайтэн!), разрабатываемой Yostar Games[англ.]. Изначально Нэкопарайтэн была анонсирована в 2019 году, а выпуск был запланирован на 2020 год[49][73][74]. В Sekai Connect войдут все наработки отменённой Nekoparaiten! Yostar также будет сотрудничать с Good Smile Company и NEKO WORKs в рамках промо-акций для Sekai Connect. Наряду с основным кастом персонажей из новелл в игре появятся и новые нэко со всего мира. Выпуск Sekai Connect запланирован на весну 2026 года на PC и мобильных устройствах под управлением Android и iOS[4][74][75][76].
- Inupara (яп. イヌぱら Инупара) — визуальная новелла, спин-офф серии Nekopara, анонсированная на Anime Expo 2022. Как и в случае с Catboys Paradise, изначально предполагалось, что это шуточный проект, так как он был анонсирован 1 апреля 2022 года, но в официальном комментарии NEKO WORKs на YouTube подтвердилось, что это не первоапрельская шутка и игра с участием девочек-собачек действительно разрабатывается[77][78].

## Геймплей

Общий вид интерфейса игры из Nekopara Vol.2. Диалог Касё с Коконат (справа) и Адзуки (слева)

Как и во всех визуальных новеллах, геймплей в Nekopara состоит из чтения текста. Основную часть действий игрока составляют нажатия клавиши мыши или клавиатуры для перехода к следующим частям отображаемого текста и сценам, сопровождаемым фоновой музыкой и графикой. Есть режим, позволяющий делать переходы автоматическими. Nekopara — кинетическая новелла, а значит, в ней не предоставляется сюжетных развилок на протяжении игры. Персонажи серии полностью озвучены (все, за исключением главного героя); реплику персонажа можно прослушать повторно. В Vol.3 и в последующих переизданиях Vol.1, 2 и т. д. можно возвращаться к ранее пройденным сценам.
В Catboys Paradise имеется разделение на непродолжительные маршруты персонажей, но нет полноценных концовок.
Персонажи игр имеют анимированные спрайты, благодаря  «E-mote» — системе, созданной японской компанией M2 Co.,Ltd и предназначенной для создания анимации в визуальных новеллах. Серия Nekopara разработана с использованием данной системы на модифицированном движке KiriKiri, для анимации спрайтов персонажей. В Vol.0 была добавлена функция «Petting mode» (иконка с ладонью), активировав которую игрок может нажать на спрайт персонажа, чтобы погладить его (добавлена в Vol.2 и в последующих изданиях и переизданиях). Они будут реагировать по-разному в зависимости от того, где игрок их касается. Функция «Chest Bounciness» определяет чувствительность физики груди в движении у спрайтов персонажей. При нажатии клавиши «P» все персонажи на экране начнут «подпрыгивать» – это является своеобразной пасхалкой в серии, аналогичный эффект будет и при перетаскивании окна запущенной в оконном режиме игры.

## Музыка
Музыкальные темы «Nekopara Vol.1»
Начальная тема (PC)«Taiyou Paradise» (яп. タイヨウパラダイス Тайё парадайсу).
Исполнитель: nao.
Начальная тема (Switch/PS4)«Koi Suru FLAVOUR» (яп. 恋するFLAVOUR Кои суру фурэ:ба:).
Исполнитель: Аки Мисато.
Завершающая тема (PC/Switch/PS4)«Nekomanma Biyori» (яп. ねこまんま日和 Нэкоманма биёри).
Исполнитель: Харука Симоцуки.
Музыкальные темы «Nekopara Vol.2»
Начальная тема (PC)«Dokidoki☆Kokoro☆Fureba» (яп. トキドキ☆ココロ☆フレーバ Докидоки☆кокоро☆фурэба).
Исполнитель: Юи Сакакибара.
Начальная тема (Switch/PS4)«Tokimeki☆Emotion» (яп. トキメキ☆Emotion Токимэки☆эмосён).
Исполнитель: Миюки Хасимото.
Завершающая тема (PC/Switch/PS4)«100 Nyan Power de Yumegokoti» (яп. 100にゃんパワーで夢心地 Хяку нян пава дэ юмэгокоти).
Исполнитель: Юи Сакакибара.
Музыкальные темы «Nekopara Vol.3»
Начальная тема (PC)«Nekoichi» (яп. ネコイチ Нэкоити).
Исполнитель: Duca.
Начальная тема (Switch/PS4)«My Dearest».
Исполнитель: Саяка Сасаки.
Завершающая тема (PC/Switch/PS4)«Growing».
Исполнитель: Duca.
Insert song«My Grandfather's Clock».
Исполнитель: Юи Огура.
Музыкальные темы «Nekopara Vol.4»
Начальная тема (PC/Switch/PS4)«SWEET×SWEET».
Исполнитель: KOTOKO.
Завершающая тема (PC/Switch/PS4)«NEGAIGOTO».
Исполнитель: KOTOKO.

## Восприятие
Hardcore Gamer дал Nekopara Vol.1 позитивную оценку, высказав в своём обзоре, что «Nekopara — это лёгкий и милый визуальный роман, который понравятся любителям кошкодевочек», но отметил, что «некоторых может смутить сексуальный аспект сюжета». Роберт Аллен из Tech-Gaming дал новелле 80 %, отметив что «...Nekopara „замурлычит“ вас надолго». Сайт GAMERamble поставил Nekopara Vol.2 оценку 8,3 из 10. В обзоре было сказано: «В целом, игра отполирована, великолепно анимирована и очень интересна». Уильям Хэдерли с Oprainfall поставил игре 4 из 5. В своей рецензии он говорит: «Это очень хорошо сделанная визуальная новелла, и я надеюсь, что экспозиция в Steam заставит многих людей стать поклонниками жанра».

### Продажи
По состоянию на май 2016 года было продано более 500 000 копий. К апрелю 2017 года это число удвоилось, превысив миллион копий. Год спустя, в апреле 2018 года, было продано более 2 миллионов копий. К ноябрю 2021 года число проданных копий достигло 5 миллионов. Летом 2018 года, благодаря уязвимости в защите Steam Web API, стало известно, что точное количество пользователей сервиса Steam, которые играли в NEKOPARA Vol. 1  хотя бы один раз, составляет 578 066 человек, в NEKOPARA Vol. 0 — 565 127 человек, в NEKOPARA Vol. 2 — 318 426 человек, в NEKOPARA Vol. 3 — 220 127 человек.

## Адаптации

### Аниме

#### OVA
В июле 2016 года на фестивале Anime Expo 2016 Sekai Project объявили о запуске кампании на Kickstarter для сбора средств на создание аниме-адаптации Nekopara в формате OVA. Nekopara OVA в плане сюжета основана на Nekopara Vol.1 с оригинальными сценами. Кампания началась в 29 декабря 2016 года, в ходе неё планировалось собрать $100 000 и выпустить 20-минутный эпизод, а за каждые $100 000 сверх собранной суммы увеличивать эпизод на 10 минут, максимум составляет $500 000 и полный метр. Все пожертвовавшие получат бонусы. Однако позже были поставлены следующие «планки»:
- $600 000: помимо английских, в OVA добавят русские, французские, испанские, корейские, немецкие и португальские субтитры;
- $800 000: в Steam выйдет небольшая визуальная новелла, рассказывающая о времени, когда Чокола, Ванилла и Коконат были котятами;
- $1 000 000: на эту визуальную новеллу выйдет собственная аниме-адаптация.

20 января 2017 года NEKO Works выпустили первое промо. Проект по сбору средств завершился 11 февраля 2017 года. Сумма собранных денег составила $963 376, а с добавлением компании Slacker Backer получается в общей сложности 10 502 спонсора и $1 049 552. Также в Nekopara OVA появились новые оригинальные персонажи. Все оригинальные персонажи созданы специально по заказу тех, чей уровень пожертвования составил $9 000 и $10 000. Предполагалось, что NEKOPARA OVA будет выпущена 26 декабря 2017 года, но из-за ошибки Tokyo Otaku Mode, занимающейся обработкой вознаграждений Kickstarter, некоторые уже получили свои награды за пожертвования. В связи с этим запуск цифрового релиза NEKOPARA OVA в Steam состоялся 22 декабря 2017 года. Вторая OVA, NEKOPARA OVA Extra: The Kitten’s First Promise, вышла в Steam вместе с одноимённой визуальной новеллой 27 июля 2018 года.
Музыкальные темы «Nekopara OVA»
Начальная тема«Baby→Lady LOVE».
Исполнитель: Ray.
Завершающая тема«▲MEW▲△MEW△CAKE».
Исполнитель: KOTOKO.
Музыкальная тема «Nekopara OVA Extra»
Завершающая тема«Symphony».
Исполнитель: Luce Twinkle Wink☆.

#### Сериал
На Comiket 95 было объявлено, что новая адаптация по мотивам Nekopara в виде аниме-сериала находится в разработке: режиссёром аниме выступит Ясутака Ямамото, дизайнером персонажей — Юити Хирано, композитором — Акиюки Татэяма, за компоновку серий отвечает Го Дзаппа.
Первую серию сериала впервые показали 6 июля 2019 года на Anime Expo 2019 в Лос-Анджелесе. Премьера сериала на телевидении состоялась 9 января 2020 года на Tokyo MX. Funimation лицензировала сериал для распространения в Северной Америке, на Британских островах и в Австралазии через FunimationNow, Wakanim и AnimeLab с английским дубляжом. 12-серийное аниме выходило с 9 января по 6 марта 2020 года. Сериал также выпускается в 3-х томах BD: 1-й том вышел 27 марта 2020 года, 2-й том — 29 мая 2020 года, 3-й том — 31 июля 2020 года.
Музыкальные темы
Начальная тема«Shiny Happy Days».
Исполнитель: Юки Яги, Иори Саэки, Марин Мидзутани, Сиори Идзава, Юри Ногути, Мику Ито.
Завершающая тема«Hidamari no Kaori» (яп. 陽だまりの香り Хидамари но каори).
Исполнитель: Юки Яги, Иори Саэки.
Insert song«Honto no Kokoro» (яп. ホントノココロ Хонто но кокоро)
Исполнитель: Мику Ито (9 серия).
Insert Song«Kimi to Witches☆彡» (яп. 君とWitches☆彡 Кими то уитис)
Исполнитель: Мику Ито (9 серия), Юри Ногути (12 серия).

### Манга
Манга-адаптация под названием Nekopara: Chocola & Vanilla, иллюстрированная Tam-U, выходила в журнале Dengeki G's Comic издательства ASCII Media Works с 30 мая 2018 года по 30 ноября 2018 года и насчитывает 6 глав, полностью том манги вышел в Японии 10 января 2019 года. Во время «Anime Expo 2018», Sekai Project объявили о планах выпускать мангу на английском языке в цифровом виде.